# Meredith Mallory
Meredith Mallory (* 31. Januar 1781 in Watertown, Connecticut; † 22. September 1855 in Batavia, Illinois) war ein US-amerikanischer Jurist und Politiker. Zwischen 1839 und 1841 vertrat er den Bundesstaat New York im US-Repräsentantenhaus.

## Werdegang
Meredith Mallory wurde während des Unabhängigkeitskrieges im Litchfield County geboren. Er besuchte Gemeinschaftsschulen. 1820 war er Supervisor in der Town von Benton im Yates County. Er zog dann nach Hammondsport im Steuben County. Dort besaß und betrieb er eine Mühle. Er hielt mehrere lokale Ämter. 1835 saß er in der New York State Assembly. Er war 1838 als Friedensrichter tätig. Politisch gehörte er der Demokratischen Partei an.
Bei den Kongresswahlen des Jahres 1838 für den 26. Kongress wurde Mallory im 27. Wahlbezirk von New York in das US-Repräsentantenhaus in Washington, D.C. gewählt, wo er am 4. März 1839 die Nachfolge von John T. Andrews antrat. Er schied nach dem 3. März 1841 aus dem Kongress aus.
Mallory verstarb am 22. September 1855 in Batavia und wurde dann auf dem West Batavia Cemetery im Kane County beigesetzt.